# Stade Républicain Vazgen-Sargsian
 (mars 2025).
Si vous disposez d'ouvrages ou d'articles de référence ou si vous connaissez des sites web de qualité traitant du thème abordé ici, merci de compléter l'article en donnant les références utiles à sa vérifiabilité et en les liant à la section « Notes et références ».
Le stade Républicain Vazgen-Sargsian (en arménien : Վազգեն Սարգսյանի անվան Հանրապետական մարզադաշտ) est un stade multi-usage à Erevan en Arménie. Il fut érigé au sud-est du centre-ville en 1935. Il porte le nom de Vazgen Sargsian.
Ce stade, d'une capacité de 14 968 places, est principalement utilisé pour des matchs de football et est le siège des clubs du Pyunik Erevan, Erevan United et de l'équipe nationale d'Arménie.